# Peter Öhler
Georg Peter Öhler (* 23. Juni 1883 in Stübach; † 15. April 1945 in Offenbach am Main) war ein deutscher Ringer.

## Karriere
Peter Öhler belegte bei den inoffiziellen Ringer-Weltmeisterschaften 1911 den sechsten Platz im Halbschwergewicht des griechisch-römischen Stils. Öhler nahm an den Olympischen Sommerspielen 1912 in Stockholm in der Klasse bis 82,5 kg im griechisch-römischen Stil teil.